# Dixie (álbum)
| Críticas profissionais | Críticas profissionais |
| Avaliações da crítica  | Avaliações da crítica  |
| Fonte                  | Avaliação              |
| ---------------------- | ---------------------- |
| AllMusic               | 4 de 5 estrelas.       |
| Pitchfork Media        | 7.8 de 10 estrelas.    |

Dixie é o segundo album da banda de punk-rock americana Avail, lançado pela Lookout! Records em 1994. Foi re-lançado em 2006, pela Jade Tree Records. Também incluído no disco relançado pela Attempt to Regress.

## Faixas
| N.º | Título                                | Duração |  |
| 1.  | "On the Nod"                          | 2:06    |  |
| 2.  | "Clone"                               | 2:40    |  |
| 3.  | "Tuning"                              | 2:42    |  |
| 4.  | "Song"                                | 2:07    |  |
| 5.  | "Sidewalk"                            | 1:55    |  |
| 6.  | "25 Years"                            | 3:47    |  |
| 7.  | "Virus"                               | 2:58    |  |
| 8.  | "Beliefs Pile"                        | 3:05    |  |
| 9.  | "Treading on Heels"                   | 3:00    |  |
| 10. | "Model"                               | 3:35    |  |
| 11. | "South Bound 95"                      | 1:42    |  |
| 12. | "Pink Houses" (John Mellencamp cover) | 3:18    |  |

## Músicas bonus do relançamento de 2006
1. "Connection"
2. "Mr. Morgan"
3. "Sidewalk"
4. "Stride"
5. "Song"
6. "Observations"
7. "Predictible"
8. "Forgotten"
9. "Pinned Up"
10. "Kiss Off"
11. "Connection"